# Constantino I de Kajetia
Constantino I (en georgiano: კონსტანტინე I), también conocido como Constantine Khan (en persa: کنستانتین خان‎; კონსტანტინე ხანი), Constantin(o) Mirza, o Konstandil / Kustandil Mirza (1567–22 de octubre de 1605), de la dinastía Bagrationi, fue rey de Kajetia en Georgia oriental de marzo a octubre de 1605. 

## Biografía
Hijo de Alejandro II de Kajetia y su esposa Tinatin de los Amilakhvari, Constantino fue llevado en su niñez a Persia donde fue convertido al Islam, educado en la corte y donde vivió durante muchos años. Cuando los enviados de su padre Alejandro II, Simón I de Kartli, y Manuchir II de Samtsje llegaron a la corte safávida entre 1596 y 1597 con muchos regalos, incluyendo esclavos, Constantino los entretuvo. Sirvió como darugha (prefecto) de la ciudad real de Qazvín y de Isfahán (1602–1603). En 1604, el sah Abbas I de Persia lo nombró gobernador y comandante de Shirván para luchar contra las fuerzas otomanas, y le ordenó asegurar la participación kajetiana en la campaña. Cuando Alejandro II se mostró reticente a comprometerse en el conflicto, Constantino, acompañado por un considerable séquito persa, llegó a Kajetia, y fue honrosamente recibido por su padre y hermano mayor Jorge en un campamento cerca de la ciudad de Zagem (Bazari). 
El 12 de marzo de 1605, durante las negociaciones, Constantino asesinó a Jorge y Alejandro, y se proclamó Rey de Kajetia. Aun así, sus súbditos se negaron a reconocer el parricidio y se rebelaron. La rebelión estuvo encabezada por Ketevan, viuda del hermano de Constantino, David I, quién pidió ayuda a su pariente Jorge X de Kartli. Constantino consiguió sobornar a algunos de los nobles y, siguiendo órdenes del sah, dirigió una coalición de Kajetia y Qizilbash contra Shirvan. Durante el asedio de Shamakhi, los auxiliares kajetianos se rebelaron e hicieron huir a Constantino. Los rebeldes enviaron emisarios al sah Abbas y le juraron lealtad a cambio de la confirmación de su candidato Teimuraz, hijo de Ketevan, como rey cristiano de Kajetia. Entretanto, las fuerzas de Kartli bajo el mando del príncipe Papuna Amilakhvari intervinieron e infligieron una derrota decisiva al ejército de Constantino el 22 de octubre de 1605. Constantino murió en la batalla y Abbas tuvo que reconocer a Teimuraz como rey.
Según la crónica recientemente descubierta de Fażli Ḵuzāni, un oficial e historiador contemporáneo persa, Constantino se casó en 1604 con su propia sobrina, una hija de Mohammed Khan, un influyente jefe Qizilbash, casado con una hija de Alejandro II. El hijo de Mohammed Khan, Bektash (quien era, por tanto, cuñado y primo de Constantino al mismo tiempo), acompañó a Constantino a Kajetia y más tarde se convirtió en gobernante de la provincia hasta que fue derrocado en una rebelión liderada por Davit Jandieri en 1615.